# Championnats du monde de cyclisme sur piste 1951
Navigation
Rocourt 1950 Paris 1952
Les Championnats du monde de cyclisme sur piste 1951 ont eu lieu du 24 au 28 août à Milan, en Italie,,.

## Résultats

### Podiums professionnels
| Compétition | Or                          | Argent                    | Bronze                      |
| ----------- | --------------------------- | ------------------------- | --------------------------- |
| Vitesse     | Reginald Harris Royaume-Uni | Jacques Bellenger France  | Sydney Patterson Australie  |
| Poursuite   | Antonio Bevilacqua Italie   | Hugo Koblet Suisse        | Kay-Werner Nielsen Danemark |
| Demi-fond   | Jan Pronk Pays-Bas          | Andreas Leliaert Belgique | Henri Lemoine France        |

### Podiums amateurs
| Compétition | Or                   | Argent                      | Bronze                  |
| ----------- | -------------------- | --------------------------- | ----------------------- |
| Vitesse     | Enzo Sacchi Italie   | Russell Mockridge Australie | Marino Morettini Italie |
| Poursuite   | Mino De Rossi Italie | Raphaël Glorieux Belgique   | Guido Messina Italie    |

## Tableau des médailles
| Rang | Nation          | Or | Argent | Bronze | Total |
| ---- | --------------- | -- | ------ | ------ | ----- |
| 1    | Italie          | 3  | 0      | 2      | 5     |
| 2    | Pays-Bas        | 1  | 0      | 0      | 1     |
| -    | Grande-Bretagne | 1  | 0      | 0      | 1     |
| 4    | Belgique        | 0  | 2      | 0      | 2     |
| 5    | Australie       | 0  | 1      | 1      | 2     |
| -    | France          | 0  | 1      | 1      | 2     |
| 7    | Suisse          | 0  | 1      | 0      | 1     |
| 8    | Danemark        | 0  | 0      | 1      | 1     |